# アンドラ自由党
アンドラ自由党（カタルーニャ語: Partit Liberal d'Andorra）は、アンドラ公国の自由主義政党。自由主義インターナショナルと欧州自由民主改革党に加盟している。
2001年3月4日の選挙では、46.1パーセントの得票でアンドラ議会（渓谷総会）28議席中、16議席を獲得した。しかし、2005年4月24日の選挙では14議席に後退した。党首は元首相のマルク・フォルネ・モルネである。モルネは1992年に自由党を設立した人物でもある。2005年に同じく自由党のアルベール・ピンタートと首相を交代した。
2009年の総選挙ではラウレディアーナ連合やセグレ21などの政党と改革連合を結成して臨んだが、連合全体で11議席を得るに留まった。これに対して社会民主党は14議席を獲得し、同党が与党となった。
2011年の総選挙では、他の改革連合の政党とともに「アンドラの民主主義者」 （DA）に対する支持を表明した。この新党はアントニ・マルティを党首とし、4月3日の総選挙で20議席を獲得する圧勝を果たした。
2015年の総選挙ではDAとは別に選挙運動を展開し、8議席を得た。2019年4月7日執行のアンドラ総選挙では4議席にとどまり第3党となった。